# Vier Hochzeiten und ein Todesfall
Vier Hochzeiten und ein Todesfall (Originaltitel Four Weddings and a Funeral) ist eine britische Liebeskomödie aus dem Jahr 1994. Sie brachte dem Schauspieler Hugh Grant den internationalen Durchbruch.

## Handlung
Die Freunde Charles, Tom, Scarlett, Fiona, Matthew, Gareth und David leben in London. Charles und Scarlett teilen sich eine kleine Wohnung. Tom und Fiona sind Geschwister und wohnen in einem großen Stadthaus. Gareth und Matthew sind ein Paar. David ist der gehörlose Bruder von Charles. Auf der Hochzeit eines Freundes, die von allen sieben besucht wird, begegnet Charles, der sich nicht binden möchte, der lebenslustigen Amerikanerin Carrie. Nach einer gemeinsam verbrachten Liebesnacht eröffnet sie ihm, dass sie nach Amerika zurückkehren wird, und möchte sich direkt mit Charles verloben. Dieser, gerade im Aufwachen begriffen und bindungsavers, kann das nur als Scherz verstehen, so dass die beiden sich enttäuscht, aber als Freunde, trennen.
Auf einer weiteren Hochzeit einige Zeit später treffen sich Charles und Carrie wieder. Diese ist in Begleitung ihres sehr viel älteren Verlobten Hamish, und Charles wird schmerzhaft klar, dass er sie liebt. Charles trifft beim Festessen auf eine ganze Ansammlung verflossener Partnerinnen, darunter seine anhängliche Exfreundin Henrietta, die Fiona nur „Duckface“ (Entengesicht) nennt.
Die dritte Hochzeit ist die von Carrie und Hamish auf dessen Schloss in Schottland. Bei dieser Gelegenheit gesteht Fiona Charles, dass sie ihn seit Jahren liebt. Er liebt sie aber nicht, so dass daraus nichts wird. Gareth stirbt während der Hochzeitsfeier unerwartet an einem Herzinfarkt. Auf dem Begräbnis, an dem trotz geplanter Flitterwochen auch Carrie teilnimmt, hält Matthew eine bewegende Grabrede, bei der er das Gedicht „Funeral Blues“ des englischen Schriftstellers W. H. Auden vorträgt. Charles begreift, wie sehr Matthew Gareth geliebt hat.
Die vierte Hochzeit soll die von Charles und Henrietta werden. Kurz vor der Zeremonie trifft Charles auf Carrie und erfährt, dass diese sich von ihrem Mann getrennt hat. Verwirrt und ratlos verschwindet Charles in einer Seitenkapelle und fragt seinen gehörlosen Bruder David um Rat: Er liebt noch immer Carrie und nicht Henrietta, die er gerade im Begriff ist zu heiraten. Als David keine Lösung einfällt, tritt Charles mit Henrietta vor den Altar. Als der Priester die Gemeinde fragt, ob jemand einen Einwand habe, meldet sich David. In Gebärdensprache, die er von Charles übersetzen lässt, erklärt er, dass Charles eine andere Frau liebe. Als Charles dem Priester dies bestätigt, wird er von der wütenden Henrietta zu Boden geschlagen.
Nach der geplatzten Hochzeit sucht Carrie Charles auf, der sie im strömenden Regen bittet, für den Rest ihres Lebens nicht mit ihm verheiratet zu sein, ein Antrag, den Carrie gerne annimmt.
Während des Abspanns sind Fotos zu sehen, die neben glücklichen, frisch verheirateten Paaren (Henrietta, David und Scarlett und ihre jeweilige Liebe, Tom mit seiner entfernten Cousine und einem Labrador, Fiona mit einem Bild von Prinz Charles und Matthew mit neuem Freund) auch Charles und Carrie zeigen – nicht als Ehepaar, aber mit einem kleinen Kind.

## Musik
Elton John steuerte zur Musik des Films zwei exklusive Titel bei. Die eigentliche musikalische Gewinnerin des Films war aber die Popband Wet Wet Wet. Mit ihrer Coverversion des Troggs-Songs Love is All Around stand die Band im Sommer 1994 15 Wochen lang auf Platz 1 der britischen Charts, so lange wie nur zwei andere Singles davor. Dies war auch der Grund, warum im Film Tatsächlich… Liebe, in dem Hugh Grant eine Hauptrolle hat, eine Coverversion der Coverversion als Titelmelodie verwendet wurde.
Das Lied Jerusalem, das in der Kirche gesungen wird, wurde 1916 von Hubert Parry nach dem Gedicht And did those feet in ancient time von William Blake vertont.

## Dreharbeiten

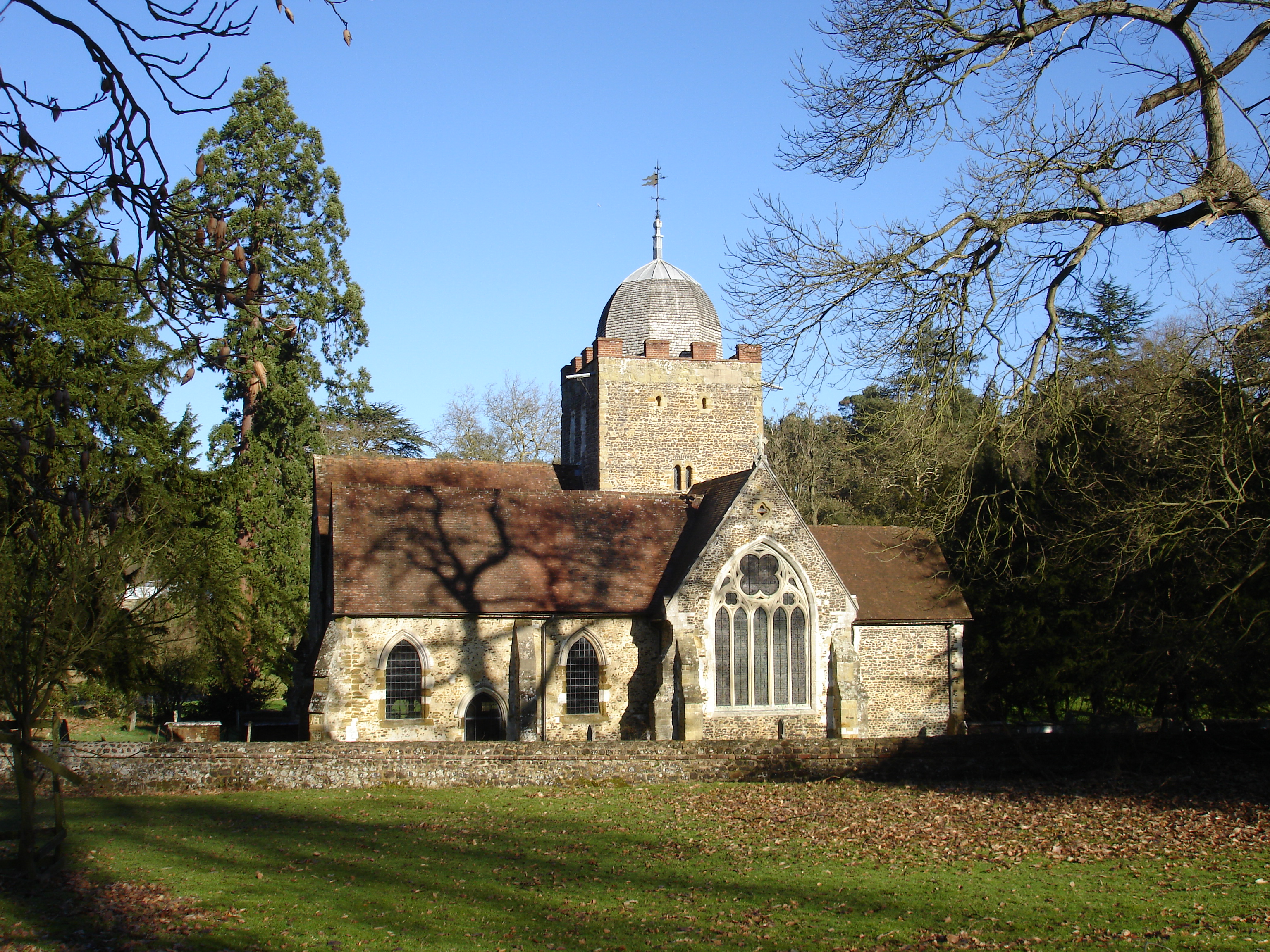
Nicht in Schottland: St. Peter and St. Paul, Albury, Surrey

Die Handlung führt zwar in verschiedene Gegenden Englands und nach Schottland, doch fanden die Dreharbeiten ausschließlich in London und den umgebenden Grafschaften statt. Die gezeigten Kirchen und Schlösser stehen ebenfalls dort. Die bei der Trauerfeier zu sehende Kirche ist St. Clement in West Thurrock (Essex). Sie liegt inmitten eines Fabrikgeländes.
Für den US-amerikanischen Markt musste jede Szene, in der das Wort „fuck“ vorkommt, ein zweites Mal gedreht werden. Dabei musste im Drehbuchtext fuck durch die harmloseren Wörter blimey oder crumbs (deutsch etwa „Mist“ oder „Herrje“) ersetzt werden. Eine Synchronisation des Tons hätte nicht ausgereicht, da man an den Lippen des Schauspielers Hugh Grant noch immer deutlich fuck hätte ablesen können. Der Drehbuchautor Richard Curtis und der Regisseur Mike Newell schrieben später in ihrem Drehtagebuch, sie hätten wegen der Verpflichtung, diese Regel einzuhalten, noch nie so viel geflucht und fuck verwendet wie während der Dreharbeiten zu diesem Film. Weil so viele Szenen ein zweites Mal gedreht werden mussten, um die seven dirty words zu umgehen, wurde der Film um etwa 20 Prozent teurer. Die Dreharbeiten selbst dauerten trotzdem nur sechs Wochen.

## Rezeption
Vier Hochzeiten und ein Todesfall erhielt ein sehr gutes Presseecho, was sich auch in den Auswertungen US-amerikanischer Aggregatoren widerspiegelt. So erfasst Rotten Tomatoes fast ausschließlich wohlwollende Besprechungen und ordnet den Film dementsprechend als „Zertifiziert Frisch“ ein. Metacritic ermittelt aus den vorliegenden Bewertungen „Allgemeines Kritikerlob“. Es folgen einige repräsentative Pressestimmen:

„Eine in viele kleine und größere Episoden aufgefächerte Komödie mit zahlreichen komischen Einfällen, aber auch anrührend besinnlichen Momenten, in denen die Rat- und Ziellosigkeit der Personen liebevoll beschrieben wird. Ein intelligenter Unterhaltungsfilm, verdichtet zu einem sinnesfrohen Lebenskosmos.“

„Virtuos zwischen Boulevardkomödie und Melodram pendelnd, hat Mike Newell einen Film gedreht, wie man ihn sich mitreißender kaum vorstellen kann.“

Der Film wurde 1995 für den Oscar in den Kategorien Bester Film und Bestes Originaldrehbuch nominiert. Bei den Golden Globe Awards erhielt Grant eine Auszeichnung, Nominierungen gingen an Film, Drehbuch und Andie MacDowell.
Außerdem wurde der Film mit dem César für den besten ausländischen Film ausgezeichnet. 1995 erhielt er von der Gilde deutscher Filmkunsttheater den Gilde-Filmpreis in Gold für den besten ausländischen Film. Das British Film Institute wählte Vier Hochzeiten und ein Todesfall im Jahr 1999 auf Platz 23 der besten britischen Filme des 20. Jahrhunderts.